# Jun’yō
Die Jun’yō (jap. 隼鷹, dt. „Wanderfalke“), fälschlich auch Hayataka in der Kun-Lesung (hier homophon mit 早鷹, „schneller Falke“) anstatt der On-Lesung, war ein Flugzeugträger der Kaiserlich Japanischen Marine, der im Pazifikkrieg eingesetzt wurde.

## Geschichte

### Konstruktion und Bau
Der Träger lief am 26. Juni 1941 auf der Mitsubishi-Werft in Nagasaki vom Stapel und wurde am 5. Mai 1942 in Dienst gestellt. Ihr Schwesterschiff war die Hiyō. Beide waren ursprünglich als Passagierschiffe für die Reederei Nippon Yūsen geplant, wurden aber von der japanischen Marine gekauft und als Flugzeugträger vollendet.

### Einsätze
Die Jun’yō gehörte gleich nach Indienststellung zur Ablenkungsgruppe (Kakuta), die zu Beginn der Schlacht um Midway einen Vorstoß gegen die Aleuten unternahm. Sie trug bei diesem Einsatz keine Torpedobomber und ihre D3A- und A6M-Flugzeuge griffen am 3. und 4. Juni 1942 Dutch Harbor an.
Wenig später war sie an der Schlacht bei den Santa-Cruz-Inseln und am Kampf um Guadalcanal beteiligt.
Auch an der letzten japanischen Luftoffensive in den Salomonen nahmen die Flugzeuge der Jun’yō teil (April 1943).
Im November 1943 erhielt sie einen Torpedotreffer durch das amerikanische U-Boot Halibut, war aber bald wieder einsatzbereit und gehörte zu den wenigen japanischen Kriegsschiffen, die die Schlacht in der Philippinensee (18.–22. Juni 1944) unversehrt überstanden.

### Schicksal
Am 9. Dezember 1944 setzten drei Torpedotreffer des amerikanischen U-Boots Redfish (McGregor) die Jun’yō nahe Nagasaki außer Gefecht. Sie konnte sich in einen Hafen retten, wurde jedoch als Folge von Ersatzteilmangel nicht mehr repariert. Das Schiff wurde schließlich 1947 abgewrackt.

## Liste der Kommandanten
| Nr. | Name                              | Beginn der Amtszeit | Ende der Amtszeit | Bemerkungen                                       |
| --- | --------------------------------- | ------------------- | ----------------- | ------------------------------------------------- |
| 1.  | Kapitän zur See Ishii Shizue      | 3. Mai 1942         | 20. Juli 1942     | seit 1. Oktober 1941 mit der Baubelehrung betraut |
| 2.  | Kapitän zur See Okada Tametsugu   | 20. Juli 1942       | 12. Februar 1943  |                                                   |
| 3.  | Kapitän zur See Nagai Mitsuru     | 12. Februar 1943    | 25. Dezember 1943 |                                                   |
| 4.  | Kapitän zur See Shibuya Kiyomi    | 25. Dezember 1943   | 12. Mai 1945      |                                                   |
| 5.  | Kapitän zur See Maehara Tomiyoshi | 12. Mai 1945        | 30. November 1945 |                                                   |